# Siliciumtetrahalogenide

Struktur von Tetrachlorsilan

Als Siliciumtetrahalogenide, oder Tetrahalogensilane bezeichnet man Verbindungen des Siliciums mit den Halogenen Fluor, Chlor, Brom oder Iod vom Typ SiX4 (X=Halogen). Diese Halogensilane sind Derivate des Monosilans, wobei alle Wasserstoff-Atome durch Halogene ersetzt sind. Es existieren von allen stabilen Halogeniden die reinen Tetrahalogensilane, daneben sind auch gemischte Tetrahalogensilane bekannt.

## Darstellung
Die Synthese der Tetrahalogensilane kann aus den Elementen oder durch Umsetzung von Siliciumdioxid oder Silicium mit einem Überschuss Halogenwasserstoff erfolgen:
{\displaystyle \mathrm {Si+2\ X_{2}\xrightarrow {\triangle } \ SiX_{4}\;\;\;X=F,Cl,Br,I} }
{\displaystyle \mathrm {SiO_{2}+4\;HF\xrightarrow {\triangle } SiF_{4}+2\;H_{2}O} }
{\displaystyle \mathrm {Si+4\;HX\xrightarrow {\triangle } SiX_{4}+2\;\;H_{2}\;\;\;X=Cl,Br} }

## Eigenschaften
Mit zunehmendem Molekulargewicht erhöhen sich Schmelz- und Siepunkte der Tetrahalogensilane: Unter Normalbedingungen liegt SiF4 als Gas vor, während es sich bei der Chlor- und Bromverbindung um Flüssigkeiten handelt. Das Iodid ist hingegen ein Feststoff. Im Gegensatz zu ihren Kohlenstoffanaloga, den Halogenkohlenwasserstoffen vom Typ CX4, wie beispielsweise Tetrachlormethan, sind Tetrahalogensilane hochreaktive Verbindungen. Ihre Beständigkeit nimmt mit zunehmendem Molekulargewicht ab.
|                                       | Tetrafluorsilan      | Tetrachlorsilan | Tetrabromsilan | Tetraiodsilan        |
| ------------------------------------- | -------------------- | --------------- | -------------- | -------------------- |
| Formel                                | SiF4                 | SiCl4           | SiBr4          | SiI4                 |
| Molare Masse                          | 104,1 g·mol−1        | 169,90 g·mol−1  | 347,72 g·mol−1 | 535,70 g·mol−1       |
| CAS                                   | 7783-61-1            | 10026-04-7      | 7789-66-4      | 13465-84-4           |
| EG-Nummer                             | 232-015-5            | 233-054-0       | 232-182-4      | 236-706-2            |
| ECHA-Infocard                         | 100.029.104          | 100.030.037     | 100.029.257    | 100.033.355          |
| Aggregat                              | gasförmig            | flüssig         | flüssig        | fest                 |
| Farbe                                 | farblos              | farblos         | farblos        | farblos              |
| Schmelzpunkt                          | −95,2 °C             | −70 °C          | 5 °C           | 120,5 °C             |
| Siedepunkt                            |                      | 57 °C           | 154 °C         | 287,4 °C             |
| Dichte                                | 4,372 kg·m−3 (15 °C) | 1,48 g·cm−3     | 2,800 g·cm−3   | 4,198 g·cm−3 (25 °C) |
| Brechungsindex                        |                      | 1,41156 (25 °C) | 1,5685 (31 °C) |                      |
| {\displaystyle \Delta H_{f}} (kJ/mol) | −1615                | −663            | −415           | −110                 |
| Si-X-Bindungslänge                    | 155 pm               | 209 pm          | 218 pm         | 243 pm               |

Anmerkungen:
1. ↑  Sublimation

Die Tetrahalogensilane sind tetraedrisch aufgebaut. Durch den polaren Charakter ist die Si-X-Bindungslänge im SiF4 verkürzt (berechnet: 181 pm) und liegt zwischen einen Einfach- und einer Doppelbindung. Der Effekt auf die Bindungslänge nimmt zu den schwereren Halogenen hin ab (berechnet Si–Cl 216 pm, Si–Br 231 pm, Si–I 240 pm).

## Reaktionen
Die Silicium-Halogen-Bindung in Tetrahalogensilanen kann durch nukleophile Substitution leicht aufgespalten werden. Entsprechend sind Tetrahalogensilane sehr hydrolyseempfindlich und werden durch Wasser rasch in Kieselsäure umgewandelt. Durch Umsetzung mit Alkoholen (Alkoholyse) entstehende die entsprechenden Alkoholate.
{\displaystyle \mathrm {SiX_{4}+4\;H_{2}O\xrightarrow {} Si(OH)_{4}+4\;HX\;\;\;X=F,Cl,Br,I} }
Durch Umsetzung mit Alkoholen (Alkoholyse) entstehen die entsprechenden Alkoholate, wie Tetraethoxysilan.
{\displaystyle \mathrm {SiCl_{4}+4\;CH_{3}CH_{2}OH\xrightarrow {} Si(OCH_{2}CH_{3})_{4}+4\;HX} }

## Gemischte Tetraholgensilane
Unter den gemischten Tetrahalogensilane sind wie z. B. bekannt:
- Chlortrifluorsilan SiClF3
- Dichlordifluorsilan SiCl2F2
- Trichlorfluorsilan SiCl3F